# Weiler-la-Tour
Weiler-la-Tour (in lussemburghese: Weiler zum Tuer; in tedesco: Weiler zum Turm) è un comune del Lussemburgo meridionale. Fa parte del cantone di Lussemburgo, nel distretto omonimo. Si trova a sud-est della capitale. Il capoluogo del comune è Hassel.
Nel 2005, la cittadina di Weiler-la-Tour, che dà il nome al comune e si trova nella parte meridionale del suo territorio, aveva una popolazione di 477 abitanti. Le altre località che fanno capo al comune sono Hassel e Syren.